# François Véron Duverger de Forbonnais

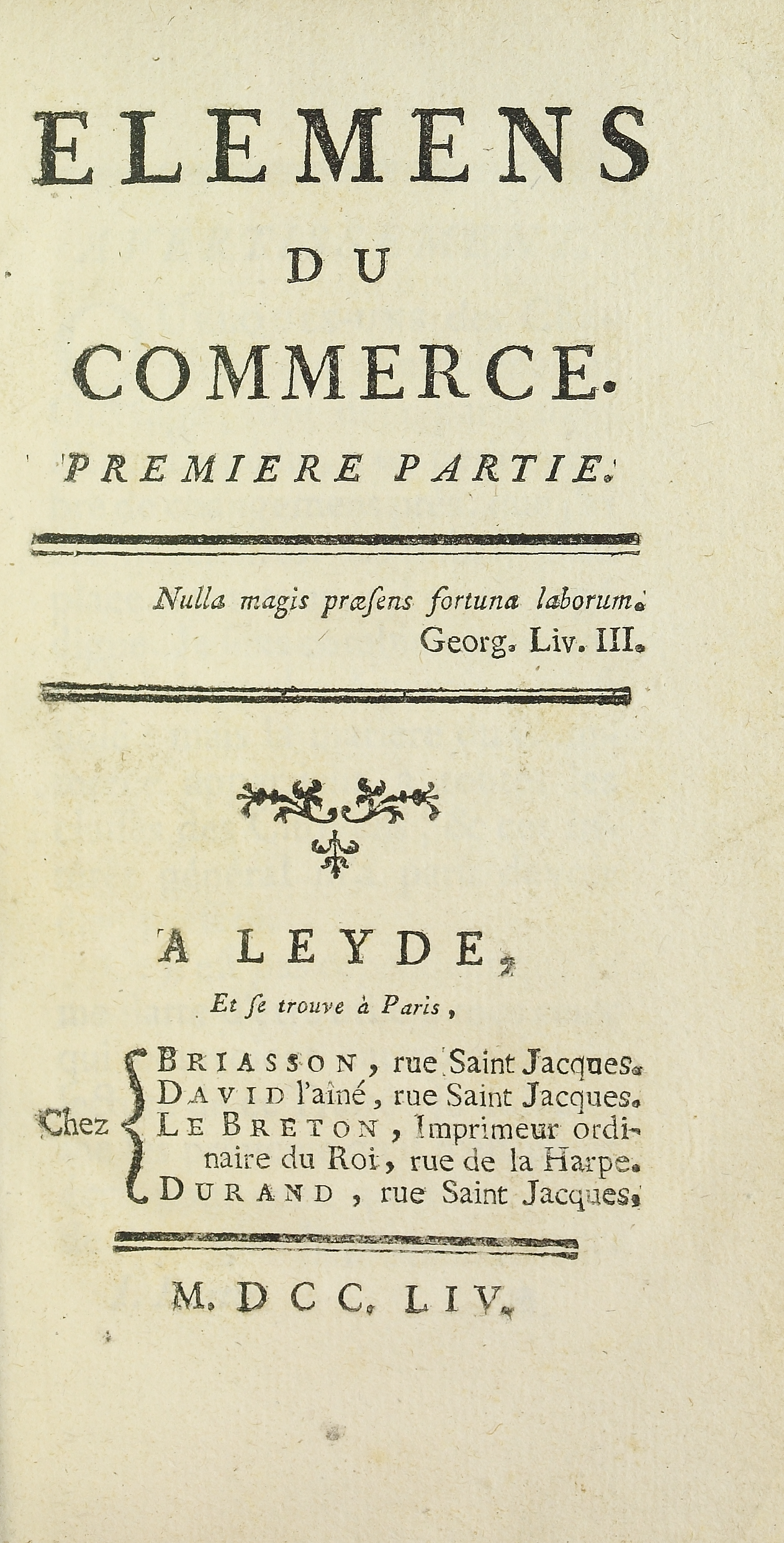
Elemens du commerce, 1754

François Véron Duverger de Forbonnais (1722 – 1800) è stato un economista francese. Contribuì alla Encyclopédie ou Dictionnaire raisonné des sciences, des arts et des métiers.

## Opere
- (FR) Elemens du commerce, vol. 1, Leida e Parigi, Antoine-Claude Briasson, Michel Antoine David, Laurent Durand, André François Le Breton, 1754.
- (FR) Elemens du commerce, vol. 2, Leida e Parigi, Antoine-Claude Briasson, Michel Antoine David, Laurent Durand, André François Le Breton, 1754.
- (FR) Principes et observations oeconomiques, vol. 1, Amsterdam, Marc Michel Rey, 1767.
- (FR) Principes et observations oeconomiques, vol. 2, Amsterdam, Marc Michel Rey, 1767.